# 재산면
재산면(才山面)은 대한민국 경상북도 봉화군의 면이다. 넓이는 126.01km2이고, 인구는 2022년 3월 1437명이다.

## 역사
- 재산현 지역
- 조선시대 봉화군에 편입
- 1914년 4월 1일 재산면을 5리로 개편하였다.[1]

## 행정 구역
5법정리 9행정리로 구성되어 있다.

### 법정리
- 현동리
- 남면리
- 동면리
- 갈산리
- 상리

### 행정리
현동1리, 현동2리, 현동3리, 남면리, 동면1리, 동면2리, 갈산1리, 갈산2리, 상리리